# وزارت مخابرات و تکنالوژی معلوماتی
وزارت مخابرات و تکنولوژی معلوماتی یکی از وزارتخانه‌های دولت امارت اسلامی افغانستان است. این وزارتخانه در سال ۱۹۵۵ تأسیس گردید. در حال حاضر نجیب‌الله حقانی وزیر وزارت مخابرات و تکنالوژی معلوماتی افغانستان است.

## تاریخچهٔ وزارتخانه
در سال ۱۹۵۵ م. وزارتخانه‌ای با نام مخابرات در افغانستان تأسیس گردید.
افغانستان در جهان ارتباطات الکترونیکی با نصب تلفن سیم‌دار در سال ۱۸۹۸ در قصر ارگ (محل اقامت شاه) در کابل، گام برداشت.
در سال ۱۹۰۸ م. یک سیستم کوچک تیلفون با ظرفیت ۲۵ لین به‌طرف شمال قصر ارگ نصب گردید. خدمات تیلگرافی نوع دیگری از تسهیلات مخابراتی بود که در سال ۱۹۱۴ در افغانستان راه‌اندازی شد. نصب سیستم تیلگرافی به طاقت دو کیلووات اساساً به مقصد اهداف نظامی در باغ بابر نصب گردیده بود.
در سال ۱۹۱۹، چندین سیستم تیلفون (سیوچبوردها) ۵۰ لینه و ۱۰۰ لینه در پسته‌خانهٔ شاه دوشمشیره نصب گردیده بود. در همین سال برای نخستین‌بار برای ۱۴ دانشجو بورس تحصیلی داده شده بود تا در رشتهٔ تیلگراف بیسیم در خارج تحصیل نمایند.
در سال ۱۹۲۰، ماشین تیلگرافی دیگری ساخت انگلستان در کابل نصب گردید که تا سال ۱۹۳۲ از آن استفاده می‌گردید.
افغانستان در ماه آوریل سال ۱۹۲۸ عضویت اتحادیه بین‌المللی تلگراف (ITU) را حاصل نمود. (نام اتحادیهٔ بین‌المللی تیلگراف در سال ۱۸۶۵ به وجود آمد و در سال ۱۹۳۲ نام آن به اتحادیهٔ بین‌المللی مخابرات مبدل گردید).
در سال ۱۹۳۰، هفت پایه ماشین تیلفون و تیلگراف موج کوتاه از شرکت مارکونی ایتالیایی خریداری گردید و در شهرهای کابل، هرات، مزارشریف، میمنه و خوست نصب و مونتاژ شد. در اواخر سال ۱۹۳۳، سیستم دیگری با آنتن طاقت بلندتر از همان کمپنی خریداری شده و در تعمیر مرکزی تلگراف در کابل نصب و مونتاژ گردید. در سال ۱۹۴۹، یک پایه دستگاه تلفن ریلی اتومات با ظرفیت ۱٬۳۰۰ لین خریداری شد و شبکهٔ کیبلی آن در سال ۱۹۵۰ تکمیل گردید.
در سال ۱۹۵۳، یک پایه دستگاه دیگر تلفن با ظرفیت ۵٬۰۰۰ لین از طریق شرکت سیمنس تهیه گردیده و بعد از تکمیل شبکهٔ آن، در سال ۱۹۵۷ به کار انداخته شد.
با تهیهٔ تجهیزات فرعی از کمپنی سیمنس، وزارت مخابرات و صلیه‌های تیلفون بین کابل و مزار شریف و بین کابل و قندهار در سال ۱۹۵۹ ایجاد شد.
در سال ۱۹۶۱، یک پایه دستگاه ۱٬۵۰۰ لینه از کشور چکسلواکی خریداری شده و در شهر کابل نصب گردید. در همین سال وصلیه بین کابل و کندهار ایجاد شد. همچنان کابل با تورخم و بخش شمال کشور وصل گردید.
در همان موقع خدمات مخابراتی با استفاده از سیستم‌های سه چینله و ۱۲ چینله و به طول تقریباً ۱۴٬۰۰۰ کیلومتر شبکهٔ لین‌دار در سرتاسر افغانستان عرضه می‌گردید. وصلیه‌های زمینی به منظور اجرای مخابره‌های بین‌المللی و ترانزیت (ترابری) به بعضی از کشورهای همسایه مانند پاکستان، ایران و ترکیه نیز مورد استفاده قرار داشت. تعداد مجموعی چینل‌ها در آن موقع متجاوز از ۱۲۰ چینل بود.
نظر به ازدیاد تقاضا برای خدمات تیلفون، یک پلان توسعهٔ شبکه در شهر کابل در سال ۱۹۶۴ م. راه‌اندازی شده بود. بر اساس همین پلان ۳٬۰۰۰ لین تیلفون در شیرشاه مینه، ۳٬۰۰۰ لین تیلفون در شهرنو، ۲۰۰ لین تیلفون در پلچرخی و ۵٬۰۰۰ لین تیلفون در ساحه مرکزی شهر کابل توسعه داده شده بود. شبکهٔ متذکره به‌طور مکمل در سال ۱۹۶۹ به فعالیت آغاز کرد.
نخستین ایستگاه ترانسیور رادیویی به طاقت ۲۰ کیلوات در شهر کابل نصب گردید که کابل را با پاریس از طریق رادیو وصل کرده بود.
در اواخر سال ۱۹۶۴ یک فرستندهٔ رادیویی به طاقت ۱۰ کیلووات و دو ایستگاه آخذه از کمپنی فلیپس (نیدرلند) تهیه گردیده بود و به منظور تأمین مخابره با مراکز ترانزیت در پاریس، دهلی نو، لندن و مسکو مورد استفاده قرار داده شده بود.
در سال ۱۹۷۳، پروژهٔ شبکهٔ توسعوی (پروژهٔ دوم تیلی کمونیکیشن) با مشورهٔ تخنیکی اتحادیه بین‌المللی تیلی کمونیکیشن در شهر کابل راه‌اندازی گردید.
با تطبیق پروژهٔ سوم، دستگاه‌های خودکار فرعی شهری در شهرنو، خیرخانه و مکرویان نصب شده بود. تهیهٔ تجهیزات شبکه از طریق کمپنی زیمنس به تعداد ۱۳٬۲۰۰ لین تیلفون را در شهر کابل فعال نموده بود.
افغانستان در سال ۱۹۷۹ عضویت جمعیت مخابراتی آسیا پسفیک (APT) را حاصل نمود.
در سال‌های ۱۹۸۳ و ۱۹۸۴، دستگاه‌های نوع کراسبار در شهرهای کابل، جلال‌آباد، پروان، پلخمری، شبرغان و کندوز نصب گردید.
در اواسط دههٔ ۷۰، خدمات اساسی مخابراتی به شمول تیلفون و تیلگراف در افغانستان در سطح ولسوالی‌ها قابل دسترسی بود. هرچند سیستم مخابراتی اکثراً محدود به بعضی بخش‌های حکومت بود، مردمان محل نیز دسترسی محدود به خدمات داشتند.
در دو دههٔ گذشته (سال‌های ۸۰ و ۹۰)، ناآرامی‌های سیاسی-اجتماعی و همچنین جنگ نه تنها زیربناها و ثروت افغانستان را منهدم نمود، بلکه سیستم‌های مخابراتی را نیز تخریب نمود و به آن رسیدگی صورت نگرفت. در اکثر بخش‌های کشور حتی خدمات مخابراتی بسیار ضروری موجود نبود.
بعد از اینکه حکومت موقت در سال ۲۰۰۱ در افغانستان ایجاد شد، روزنه‌های نو سیاسی و احیای مجدد اقتصادی – اجتماعی و بازسازی در افغانستان بازگردید.
در جریان سال ۲۰۰۲، بعد از ایجاد حکومت انتقالی و متعاقباً پس از تشکیل حکومت در سال‌های ۲۰۰۳ و ۲۰۰۴ از طریق انتخابات، هم‌زمان با پروسه ثبات سیاسی، حکومت محیطی مناسب را برای بخش خصوصی به وجود آورد تا افغان‌ها را در ساحات مختلفهٔ زندگی‌شان از طریق منظوری سیستم خصوصی‌سازی به‌طور رسمی کمک نماید.
نظر به موقعیت جغرافیایی افغانستان که بیشترین بخش‌های آن توسط کوه‌ها احاطه شده‌است و تعدادی زیادی از مردم افغانستان در داخل و خارج از افغانستان متفرق شده‌اند، تسهیلات و خدمات مخابراتی یک موضوع بسیار مهم برای اعمار دوبارهٔ افغانستان می‌باشد.
از سال ۲۰۰۱، وزارت مخابرات و تکنالوژی معلوماتی از جمله نخستین ادارات افغانستان بود که راهبرد و سیاست‌های عمومی را برای سکتور مخابرات ترتیب نمود تا کمپنی‌ها و ادارات خصوصی را به منظور سرمایه‌گذاری در بخش مخابرات و به‌کار انداختن سیستم‌های مخابراتی قادر نماید.

## مالیات ۱۰ درصدی
در ۱ میزان/مهر ۱۳۹۴ بر اساس فرمان رئیس‌جمهور و فیصلهٔ کابینه بر کارت اعتباری که مشتریان به خط تلفن خود اضافه می‌کنند ۱۰ درصد مالیات وضع شده بود. اما نبود یک سیستم شفاف در خصوص عواید به دست آمده منجر به فساد مالی عظیمی شد. احمدشاه سادات وزیر پیشین مخابرات مدعی شده بود که ۷۰ درصد محصولات مخابراتی حیف و میل شده‌است. مجلس سنای افغانستان نیز به دلیل نبود شفافیت خواستار لغو اجرای این طرح بود که هیچ‌گاه اجرایی نشد. عبدالرازق وحیدی بعدها مدعی شده‌است که در یکی از تحقیقات تیم نظارت بر این قانون، متوجه شده‌اند که شرکت‌های مخابراتی از جمله افغان بیسیم دو میلیون افغانی از عواید ده درصد مالیات را کم گزارش داده‌اند.

## فهرست وزیران
| شماره                                  | تصویر | وزیر                           | تصدی       | مدت    | حزب      | رئیس‌دولت         |
| -------------------------------------- | ----- | ------------------------------ | ---------- | ------ | -------- | ---------------- |
| پادشاهی افغانستان (۱۳۰۵–۱۳۵۱)          |       |                                |            |        |          |                  |
| ۱                                      |       | محمد شیرزاد                    | ۱۳۳۴ ۱۳۳۶  | ۲ سال  | مستقل    | داوود خان        |
| ۲                                      |       | انجنیر عبدالحکیم               | ۱۳۳۶ ۱۳۳۸  | ۲ سال  | مستقل    | داوود خان        |
| ۳                                      |       | محمد فریدخان                   | ۱۳۳۸ ۱۳۴۲  | ۴ سال  | مستقل    | داوود خان        |
| ۴                                      |       | محمد حیدرخان                   | ۱۳۴۲ ۱۳۴۵  | ۳ سال  | مستقل    | محمد یوسف        |
| ۵                                      |       | محمدحسین رسا                   | ۱۳۴۵ ۱۳۴۷  | ۲ سال  | مستقل    | هاشم میوندوال    |
| ۶                                      |       | محمداعظم گران                  | ۱۳۴۷ ۱۳۵۰  | ۳ سال  | مستقل    | احمد اعتمادی     |
| جمهوری افغانستان (۱۳۵۱–۱۳۵۷)           |       |                                |            |        |          |                  |
| ۷                                      |       | عبدالحمید محتاط                | ۱۳۵۰ ۱۳۵۳  | ۳ سال  | مستقل    | داکتر عبدالظاهر  |
| ۸                                      |       | عبدالکریم عطایی                | ۱۳۵۳ ۱۳۵۴  | ۱ سال  | مستقل    | موسی شفیق        |
| جمهوری دموکراتیک افغانستان (۱۳۵۷–۱۳۷۵) |       |                                |            |        |          |                  |
| ۹                                      |       | محمدگلاب زوی                   | ۱۳۵۴ ۱۳۵۸  | ۴ سال  | ح.د.خ. ا | تره کی           |
| ۱۰                                     |       | محمداسلم وطنجار                | ۱۳۵۸ ۱۳۶۷  | ۹ سال  | ح.د.خ. ا | ببرک کارمل       |
| ۱۱                                     |       | میر عظیم‌الدین                  | ۱۳۶۷ ۱۳۶۹  | ۲ سال  | مستقل    | نجیب الله        |
| ۱۲                                     |       | محمد نسیم علوی                 | ۱۳۶۹ ۱۳۷۰  | ۱ سال  | مستقل    | نجیب الله        |
| ۱۳                                     |       | انجنیر محمداکرام               | ۱۳۷۰ ۱۳۷۲  | ۲ سال  | مستقل    | نجیب الله        |
| ۱۴                                     |       | محمداین وقاد                   | ۱۳۷۲ ۱۳۷۵  | ۳ سال  | مستقل    | نجیب الله        |
| امارت اسلامی افغانستان (۱۳۷۵–۱۳۸۰)     |       |                                |            |        |          |                  |
| ۱۵                                     |       | الله‌داد آخند                   | ۱۳۷۵ ۱۳۷۶  | ۱ سال  | طالبان   | ملا عمر          |
| ۱۶                                     |       | احمدالله مطیع                  | ۱۳۷۶ ۱۳۷۸  | ۲ سال  | طالبان   | ملا عمر          |
| ۱۷                                     |       | یارمحمد رحیمی                  | ۱۳۷۸ ۱۳۸۰  | ۲ سال  | طالبان   | ملا عمر          |
| ۱۸                                     |       | انجنیر عبدالرحیم               | ۱۳۸۰ ۱۳۸۱  | ۱ سال  | طالبان   | ملا عمر          |
| جمهوری اسلامی افغانستان (۱۳۸۰–۱۴۰۰)    |       |                                |            |        |          |                  |
| ۱۹                                     |       | معصوم استانکزی                 | ۱۳۸۱ ۱۳۸۳  | ۲ سال  | مستقل    | حامد کرزی        |
| ۲۰                                     |       | محمد یعقوب صدیق و امیرزی سنگین | ۱۳۸۳ ۱۳۹۳  | ۱۰ سال | مستقل    | حامد کرزی        |
| ۲۱                                     |       | عبدالرزاق وحیدی                | ۱۳۹۳ ۱۳۹۴  | ۱ سال  | حزب وحدت | حامد کرزی        |
| ۲۲                                     |       | شهزادگل آریوبی                 | ۱۳۹۴ ۱۳۹۶  | ۲ سال  | مستقل    | اشرف غنی         |
| ۲۳                                     |       | احمدشاه سادات                  | ۱۳۹۶ ۱۳۹۸  | ۲ سال  | مستقل    | اشرف غنی         |
| ۲۴                                     |       | فهیم هاشمی                     | ۱۳۹۸ ۱۳۹۹  | ۱ سال  | مستقل    | اشرف غنی         |
| ۲۵                                     |       | معصومه خاوری                   | ۱۳۹۹ ۱۴۰۰  |        | حزب وحدت | اشرف غنی         |
| امارت اسلامی افغانستان (۱۴۰۰–اکنون)    |       |                                |            |        |          |                  |
| ۱                                      |       | مولوی نجیب الله حقانی          | ۲۰۲۱ اکنون |        |          | هبت‌الله آخندزاده |